# Yuendumu
Yuendumu (22°15′S 131°47′Ö / 22.250°S 131.783°Ö) är ett samhälle i Northern Territory i Australien. Det är ett av de större avlägset belägna samhällena i centrala Australien med många aboriginska konstnärer. Yuendumu ligger 293 km nordväst om Alice Springs och bebos till stor del av warlpirier och har en befolkning på 817 personer.